# 僰文
僰文（ほくぶん）、またの名を方塊ペー字（ほうかいペーじ、方塊白字）、白文とはペー族が漢字に倣って作ったペー語の意音文字による表記システムである。
この文字の存在性については現在も論争が続いており、大多数の学者は僰文を漢字から独立した文字であると認めるが、僰文は漢字によってペー語の音を表したに過ぎないとする学者も存在する。
完全な規範化がなされておらず、方言差があるため、1000年以上の歴史を通じて漢文と比べて白文は従属的・部分的な地位に留まっている。

## 使用とその歴史

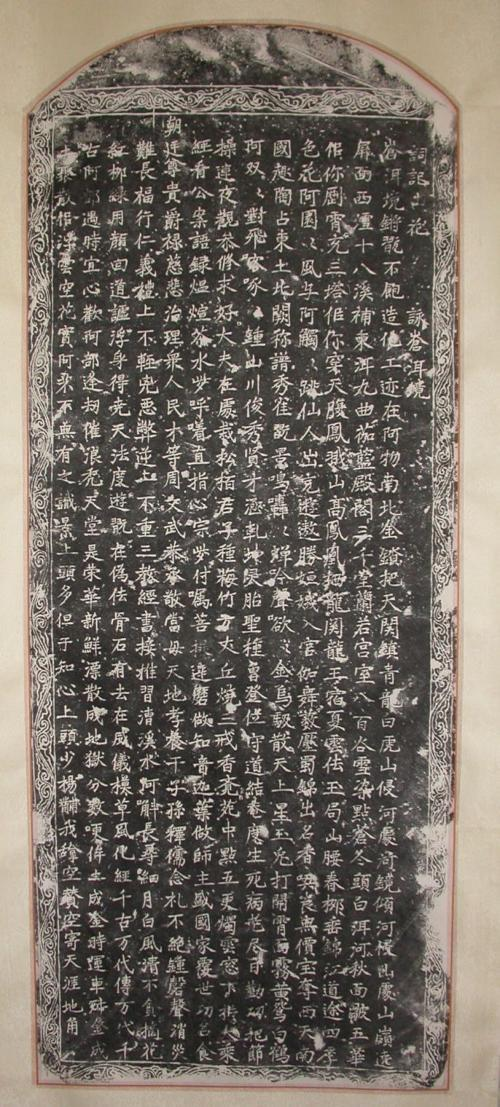
山花碑こと『詞記山花・詠蒼洱境』碑

南詔・大理国時代の旧跡より発見される「有字瓦（字のある瓦）」には瓦を焼いた日時・場所・製造者名またはおめでたい言葉などの短い語句が書かれている。
これらにはすべて漢字のものの他、漢字を少し改変したり偏旁を組み合わせたものや漢字ではない簡単な符号に近いものがみられ、漢字では理解ができないものがある。これらを独自の民族文字である白文とする観点が存在する。
また、白文の資料だと認められたものとしては、詩歌、石碑、仏教典籍があった。ペー族民間には「白祭文」、「白曲」、「大本曲」、「吹吹腔」等の漢字でのペー語の音の記録があり、現存している南詔の君臣の詩詞には漢字の音読みと訓読みが混用した南詔民族言語の語彙が見られる。
大理国時代の僧侶がペー語にて典籍を理解していた史料としては、例えば大理鳳儀鎮北湯天村の仏教典籍があり、「月」の文字の隣にペー語で「月」を意味する「迷旺」の二文字が添えられるなどしている。
大理国『高興蘭若篆燭碑記』には田んぼの「一畝」を「一角」や「一脚」とするなど多くの白文が含まれる。
明の景泰元年（1450年）には大理太和人楊黼による蒼山洱海の秀美な自然景色を描写し故郷への慕情を著わした『詞記山花・詠蒼洱境』が刻まれた。
ラテン文字に切り替わった現在においても、民間の宗教活動においては「白祭文」が用いられている。